# Gibbaranea
Genre
Gibbaranea est un genre d'araignées aranéomorphes de la famille des Araneidae.

## Distribution
Les espèces de ce genre se rencontrent zone paléarctique.

## Liste des espèces
Selon World Spider Catalog (version 17.5, 30/09/2016) :
- Gibbaranea abscissa (Karsch, 1879)
- Gibbaranea bifida Guo, Zhang & Zhu, 2011
- Gibbaranea bituberculata (Walckenaer, 1802)
- Gibbaranea bruuni Lissner, 2016
- Gibbaranea gibbosa (Walckenaer, 1802)
- Gibbaranea hetian (Hu & Wu, 1989)
- Gibbaranea indiana Roy, Saha & Raychaudhuri, 2015
- Gibbaranea nanguosa Yin & Gong, 1996
- Gibbaranea occidentalis Wunderlich, 1989
- Gibbaranea omoeda (Thorell, 1870)
- Gibbaranea tenerifensis Wunderlich, 1992
- Gibbaranea ullrichi (Hahn, 1835)

## Publication originale
- Archer, 1951 : Studies in the orbweaving spiders (Argiopidae). 2. American Museum novitates, no 1502, p. 1-34 (texte intégral).